# チュ・クオック・グー

上段がチュ・クオック・グー（𡨸國語）による表記で、下段はチュノム（下線部）と漢字による表記である。「私はベトナム語を話します」という意味。

チュ・クォック・グー（ベトナム語：Chữ Quốc Ngữ / 𡨸國語?）は、ラテン文字を使用してベトナム語を表記する方法。アクセント符号を併用することにより、ベトナム語の6声調を表記し分ける。
「クォック・グー」とは「国語」のベトナム語読みであり、「チュ」は「字（文字）」のことなので、全体として「国語字」を意味する。

## 概要
1651年、カトリック教会のフランス人宣教師、アレクサンドル・ドゥ・ロードが作成した『ベトナム語-ラテン語-ポルトガル語辞典』において、ベトナム語をラテン・アルファベットで表記したものを起源とする。ベトナムのフランス植民地化後、公文書などで使用されるようになったことから普及し、1945年のベトナム独立時に、漢字・チュノム（喃字）に代わり、ベトナム語を表記する文字としてデ・ファクトに採択され現在に至る。
現代ベトナムでの書記法では、手書きの場合は筆記体が主流である。チュ・クォック・グーを使った書道も見られる。

## アルファベット・声調記号

### 通常使用される文字
使用しているアルファベットは、基本字26字から F, J, W, Z を除いた22字にダイアクリティカルマーク付きの7字を加えた次の29字である。F, J, W, Z は外来語、借用語、造語でしか用いない。なお、下線をつけた母音字、子音字のみ音節末に立つことができる。
文字名と読み方はフランス語アルファベットの影響を強く受けており、以下の通りとなっている。
| 名前の読み          | 大文字 | 小文字 | 文字名         | キーボード入力方式 | キーボード入力方式                                                     | キーボード入力方式 | キーボード入力方式 | IPA表記            | 備考／日本語表記 |
| 名前の読み          | 大文字 | 小文字 | 文字名         | Telex              | VNI                                                                    | VIQR               | Windows            | IPA表記            | 備考／日本語表記 |
| ------------------- | ------ | ------ | -------------- | ------------------ | ---------------------------------------------------------------------- | ------------------ | ------------------ | ------------------ | --- |
| アー                | A      | a      | a              |                    |                                                                        |                    |                    | [aː], [ɐː]         | ア（音節末子音が無い場合は アー） |
| ア                  | Ă      | ă      | á              | AW                 | A8                                                                     | A(                 | 1                  | [a], [ɐ]           | ア（音節末子音は、m, n, ng, u, y）/アッ（音節末子音は、c, p, t）                                                                                        |
| アッ                | Â      | â      | ớ              | AA                 | A6                                                                     | A^                 | 2                  | [ə], [ɜ], [ʌ], [ɤ] | ア（音節末子音は、m, n, ng, u, y）/アッ（音節末子音は、c, p, t） ※正しく発音する為、「âu＝オウ、ây=エイ」表記が違う場合もある（例：Tây Ninh＝テイニン） |
| ベー                | B      | b      | bê             |                    |                                                                        |                    |                    | [ɓ], [ʔb]          | バ行 |
| セー                | C      | c      | xê             |                    |                                                                        |                    |                    | [k]                | カ行（※ I, E, Ê の前以外） |
| セー                | C      | c      | xê             | [k̚], [k͡p̚]          | 音節末では ック音                                                      |                    |                    |                    | |
| ゼー                | D      | d      | dê             |                    |                                                                        |                    |                    | [z], [j]           | ザ行 |
| デー                | Đ      | đ      | đê             | DD                 | D9                                                                     | DD                 | 0                  | [ɗ], [ʔd]          | ダ行 |
| エー                | E      | e      | e              |                    |                                                                        |                    |                    | [ɛ]                | エ（音節末子音が無い場合は エー） |
| エー                | Ê      | ê      | ê              | EE                 | E6                                                                     | E^                 | 3                  | [e]                | エ（音節末子音が無い場合は エー） |
| ジェー              | G      | g      | giê            |                    |                                                                        |                    |                    | [ɣ]                | ガ行（※ I, E, Ê の前以外） |
| ジェー              | G      | g      | giê            | [ʒ]                | ジャ行（※ I, IÊ の前）（舌足らずな人からはザ行で表記される場合もある） |                    |                    |                    | |
| ハッ                | H      | h      | hắt            |                    |                                                                        |                    |                    | [h]                | ハ行 |
| イー                | I      | i      | i              |                    |                                                                        |                    |                    | [i]                | イ（音節末子音が無い場合は イー） |
| イー                | I      | i      | i              | [j]                | 音節末ではイ音                                                         |                    |                    |                    | |
| カー                | K      | k      | ca             |                    |                                                                        |                    |                    | [k]                | カ行 ※通常は I, E, Ê の前のみ、但し I, E, Ê の前以外でも使用される （例：Bắc Kạn, Kon Tum） 音節末に来る場合もある（例：Đắk Lắk）                       |
| エラー              | L      | l      | e-lờ           |                    |                                                                        |                    |                    | [l]                | ラ行 |
| エンマー            | M      | m      | em-mờ          |                    |                                                                        |                    |                    | [m]                | マ行 |
| エンマー            | M      | m      | em-mờ          | 音節末では ム音    |                                                                        |                    |                    | [m]                | |
| エンナー            | N      | n      | en-nờ          |                    |                                                                        |                    |                    | [n]                | ナ行 |
| エンナー            | N      | n      | en-nờ          | [n], [ŋ]           | 音節末では ン音                                                        |                    |                    |                    | |
| オー                | O      | o      | o              |                    |                                                                        |                    |                    | [ɔ], [w]           | オ（音節末子音が無い場合は オー） |
| オー                | Ô      | ô      | ô              | OO                 | O6                                                                     | O^                 | 4                  | [o]                | オ（音節末子音が無い場合は オー） |
| アー                | Ơ      | ơ      | ơ              | OW                 | O7                                                                     | O+／O*             | ]                  | [əː], [ɜː], [ɤː]   | オ（音節末子音が無い場合は オー） |
| ペー                | P      | p      | pê             |                    |                                                                        |                    |                    | [p]                | パ行 |
| ペー                | P      | p      | pê             | [p̚]                | 音節末では ップ音                                                      |                    |                    |                    | |
| クイー              | Q      | q      | quy            |                    |                                                                        |                    |                    | [k]                | ク（※ Q の後には必ず U が続き、qu と綴られる） |
| エラー              | R      | r      | e-rờ           |                    |                                                                        |                    |                    | [z], [ɹ], [ʐ]      | ラ行（舌足らずな人からはザ行で表記される場合もある） |
| エッシ              | S      | s      | ét-xì          |                    |                                                                        |                    |                    | [s], [ʂ]           | サ行（シャ行で表記される場合もある） |
| テー                | T      | t      | tê             |                    |                                                                        |                    |                    | [t]                | タ行 |
| テー                | T      | t      | tê             | [t̚], [k̚]           | 音節末では「ッ」音、但ししばしば「ット」と表記される                   |                    |                    |                    | |
| ウー                | U      | u      | u              |                    |                                                                        |                    |                    | [u]                | ウ（音節末子音が無い場合は ウー） |
| ウー                | U      | u      | u              | [w]                | 音節末では ウー音                                                      |                    |                    |                    | |
| ウー                | Ư      | ư      | ư              | UW                 | U7                                                                     | U+／U*             | [                  | [ɯ], [ɨ]           | ウ（音節末子音が無い場合は ウー） |
| ヴェー              | V      | v      | vê             |                    |                                                                        |                    |                    | [v], [j]           | ヴァ行 |
| イクシ              | X      | x      | ích-xì         |                    |                                                                        |                    |                    | [s]                | サ行 |
| 長いイー／ イグレッ | Y      | y      | i dài i-cờ-rét |                    |                                                                        |                    |                    | [iː]               | イ（音節末子音が無い場合は イー） |
| 長いイー／ イグレッ | Y      | y      | i dài i-cờ-rét | [j]                | 音節末ではイ音                                                         |                    |                    |                    | |

### 2字が組み合わさる子音
子音は特定の2字（ngh のみ3字）の組み合わせで別の音を表すものがある（二重音字・三重音字）。下線をつけた子音字のみ音節末に立つことができる。
| 綴り | IPA表記                    | IPA表記       | 備考／日本語表記 | 備考／日本語表記 |
| 綴り | 音節頭                     | 音節末        | 音節頭 | 音節末 |
| ---- | -------------------------- | ------------- | --- | --- |
| ch   | [tɕ], [c]                  | [c̚], [k̟̚], [t̚] | チャ行 | ※ A, Ê, I の後ろのみ。 ach の場合はア段＋イック音（例：bạch=バイック） êch の場合はエ段＋イック音（例：lệch=レイック） ich の場合はイ段＋ック音（例：xích=シック） |
| gh   | [ɣ]                        |               | ガ行（※ I, E, Ê の前のみ） | |
| gi   | [z], [ʒ], [j]              |               | ジャ行（舌足らずな人からはザ行、ヤ行で表記される場合もある） ※「i」「iê」が後続する場合は「ii」と二字綴らないで、頭子音の「i」を省略して一字だけ書く。 例：「gi」 + 「iếng」= 「giiếng」→「giếng」となる。 発音は「ジェン」（小さい「エ」）ではなく「ジエン」（大きい「エ」）である（[ziəŋ ˧˥]）。 | |
| kh   | [x], [kʰ]                  |               | 通常はカ行（※ベトナム語の発音ではカ行とハ行の中間音） | |
| ng   | [ŋ]                        | [ŋ], [ŋ͡m]     | ガ行（※ I, E, Ê の前以外） | ン(ング)音 |
| ngh  | [ŋ]                        |               | ガ行（※ I, E, Ê の前のみ） | |
| nh   | [ɲ]                        | [ɲ], [ŋ̟], [n] | ニャ行 | ※ A, Ê, I の後ろのみ。 anh の場合はア段＋イン音（例：bánh=バイン） ênh の場合はエ段＋イン音（例：lệnh=レイン） inh の場合はイン音（例：xinh=シン）                 |
| ph   | [f]                        |               | ファ行 | |
| qu   | [k(w)], [w]                |               | クワ行（クア行、ワ行で表記される場合もある） （※ Q の後には必ず U が続き、「Qu」と綴られる） | |
| th   | [tʰ]                       |               | タ行 | |
| tr   | [tɕ], [ʈ], [c], [ʈ͡ʂ], [tr] |               | チャ行（※トラ行で表記される場合もある） | |

### 通常は使用されない文字
F, J, W, Zの4字は過去には通常でも使用されていたが、現在は外来語、借用語、造語でしか使用されない。
| 名前の読み                  | 大文字 | 小文字 | 文字名     | 同じ発音の文字                    |
| --------------------------- | ------ | ------ | ---------- | --------------------------------- |
| エッフ                      | F      | f      | ép, ép-phờ | ph                                |
| ジー                        | J      | j      | gi         | gi                                |
| ダップリュー／ ヴェーケップ | W      | w      | vê-kép     | o..., u... (後ろに母音が続く場合) |
| ゼッ                        | Z      | z      | dét        | d                                 |

### 声調記号
以下の6種類（うち1種類は記号なし）の声調記号を母音字（主母音、または、介母音）の上部（6.thanh nặng タィンナン (重調) のみは下部）に付記する（例：Ẫ, ở, ý, ặ)。
音節末子音「p, t, c/ｋ, ch」は、「3.thanh sắc（鋭調）」と「6.thanh nặng（重調）」の２つの声調しか取らない。日本語表記にはよく促音「ッ」が用いられる。
音節末子音「m, n, ng, nh」においても、平仄がbằng (平)の場合は、日本語表記にはよく長音記号「ー」が用いられ、trắc (仄)の場合は長音記号は不要。
| 番号 | 声調名      | 読み                                 | 記号           | 声調パターン             | 声調値とIPA表記                   | 平仄      | キーボード入力方式 | キーボード入力方式 | キーボード入力方式 | キーボード入力方式 | 備考 | 日本語表記                        | 日本語表記                     |
| 番号 | 声調名      | 読み                                 | 記号           | 声調パターン             | 声調値とIPA表記                   | 平仄      | Telex              | VNI                | VIQR               | Windows            | 備考 | 音節末「c／ｋ・ch・ｐ・ｔ」の場合 | 音節末「n・ng・nh・m」の場合   |
| ---- | ----------- | ------------------------------------ | -------------- | ------------------------ | --------------------------------- | --------- | ------------------ | ------------------ | ------------------ | ------------------ | --- | --------------------------------- | ------------------------------ |
| 1    | thanh ngang | タィンガン（平調［平声、横声］）     | (なし)         | 中平調                   | ˧ 33 (44)                         | bằng (平) | 不要               | 不要               | 不要               | 不要               | 普通の高さより少し高めで平らに伸ばす | 声調無し                          | よく長音記号「ー」が用いられる |
| 1    | thanh ngang | タィンガン（平調［平声、横声］）     | (なし)         | 中平調                   | ˧ 33 (44)                         | bằng (平) | Z                  | 0                  | -                  | 不要               | 普通の高さより少し高めで平らに伸ばす | 声調無し                          | よく長音記号「ー」が用いられる |
| 2    | thanh huyền | タィンフイェン（垂調［玄声、弦声］） | ` (グレイヴ)   | 低降調（低平調）         | ˨ (˨˩) 21 (22)                    | bằng (平) | F                  | 2                  | `                  | 5                  | 残念そうに、やや低い所から伸ばすようにゆっくりと低く下がる                                                                                     | 声調無し                          | よく長音記号「ー」が用いられる |
| 3    | thanh sắc   | タィンサッ(ク)（鋭調［鋭声］）       | ´ (アキュート) | 高昇調                   | ˧˥ 35 (24)                        | trắc (仄) | S                  | 1                  | '                  | 8                  | 普通の高さから一気に素早く上昇する | よく促音「ッ」が用いられる        | 長音記号は不要                 |
| 4    | thanh hỏi   | タィンホーイ（問調［問声］）         | ̉ (フック)      | 降昇調                   | ˧˩˧ 312 (31/313)                  | trắc (仄) | R                  | 3                  | ?                  | 6                  | 普通の高さからゆっくりと低く下がって、最後に少し上がる（個人差があり、上がらないこともある）                                                   | 声調無し                          | 長音記号は不要                 |
| 5    | thanh ngã   | タィンガー（転調［跌声］）           | ˜ (チルダ)     | 高昇調（昇降調）＋喉頭化 | ˦˥˦ (˧ˀ˦˥) 3ʔ5 [325 (324)]        | trắc (仄) | X                  | 4                  | ~                  | 7                  | 最初から喉の緊張を伴いながら、普通の高さから少し上がって、一瞬声門を閉じた後、急激に上がる                                                     | 声調無し                          | 長音記号は不要                 |
| 6    | thanh nặng  | タィンナン（重調［重声］）           | ̣ (ドット)      | 低降調＋喉頭化           | ˨˩ (˨˩ˀ) 21ʔ [21 (32ʔ〔32〕/211)] | trắc (仄) | J                  | 5                  | .                  | 9                  | 最初から喉の緊張を伴いながら、重々しく喉の奥で音を押し殺すように、やや低い所から一気に下がって声門を閉じる（他の声調よりも音の長さが少し短い） | よく促音「ッ」が用いられる        | 長音記号は不要                 |

ここで示した声調値は五度式であり、5が最も高く、1が最も低いことを表す。

声調記号は単独で記載されることは無く、常に母音字に組み合わせて下表のように表記される。母音字はダイアクリティカルマーク付きのものを含めて12字存在するため、母音字と声調記号の組み合わせは72パターンとなる。ラテン文字表記の言語としては珍しく1文字に複数のダイアクリティカルマークを付した表記が多用されることが特徴的である。
| 番号 | 声調名      | a | a | ă | ă | â | â | e | e | ê | ê | i | i | o | o | ô | ô | ơ | ơ | u | u | ư | ư | y | y |
| ---- | ----------- | - | - | - | - | - | - | - | - | - | - | - | - | - | - | - | - | - | - | - | - | - | - | - | - |
| 1    | thanh ngang | A | a | Ă | ă | Â | â | E | e | Ê | ê | I | i | O | o | Ô | ô | Ơ | ơ | U | u | Ư | ư | Y | y |
| 2    | thanh huyền | À | à | Ằ | ằ | Ầ | ầ | È | è | Ề | ề | Ì | ì | Ò | ò | Ồ | ồ | Ờ | ờ | Ù | ù | Ừ | ừ | Ỳ | ỳ |
| 3    | thanh sắc   | Á | á | Ắ | ắ | Ấ | ấ | É | é | Ế | ế | Í | í | Ó | ó | Ố | ố | Ớ | ớ | Ú | ú | Ứ | ứ | Ý | ý |
| 4    | thanh hỏi   | Ả | ả | Ẳ | ẳ | Ẩ | ẩ | Ẻ | ẻ | Ể | ể | Ỉ | ỉ | Ỏ | ỏ | Ổ | ổ | Ở | ở | Ủ | ủ | Ử | ử | Ỷ | ỷ |
| 5    | thanh ngã   | Ã | ã | Ẵ | ẵ | Ẫ | ẫ | Ẽ | ẽ | Ễ | ễ | Ĩ | ĩ | Õ | õ | Ỗ | ỗ | Ỡ | ỡ | Ũ | ũ | Ữ | ữ | Ỹ | ỹ |
| 6    | thanh nặng  | Ạ | ạ | Ặ | ặ | Ậ | ậ | Ẹ | ẹ | Ệ | ệ | Ị | ị | Ọ | ọ | Ộ | ộ | Ợ | ợ | Ụ | ụ | Ự | ự | Ỵ | ỵ |

### 分かち書き
分かち書きは、西欧言語で一般的な語単位ではなく音節ごとに行う。固有名詞で複数音節の場合は、全音節の頭を大文字にする（例：○ Hồ Chí Minh, ✕ Hồ chí minh）

## 歴史

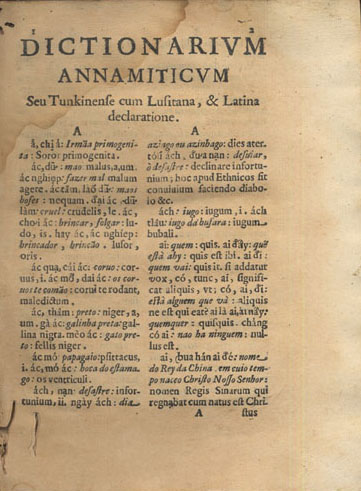
アレクサンドル・ドゥ・ロードが作成した、ベトナム語のローマ字表記の辞書。チュ・クオック・グーの原型となった。

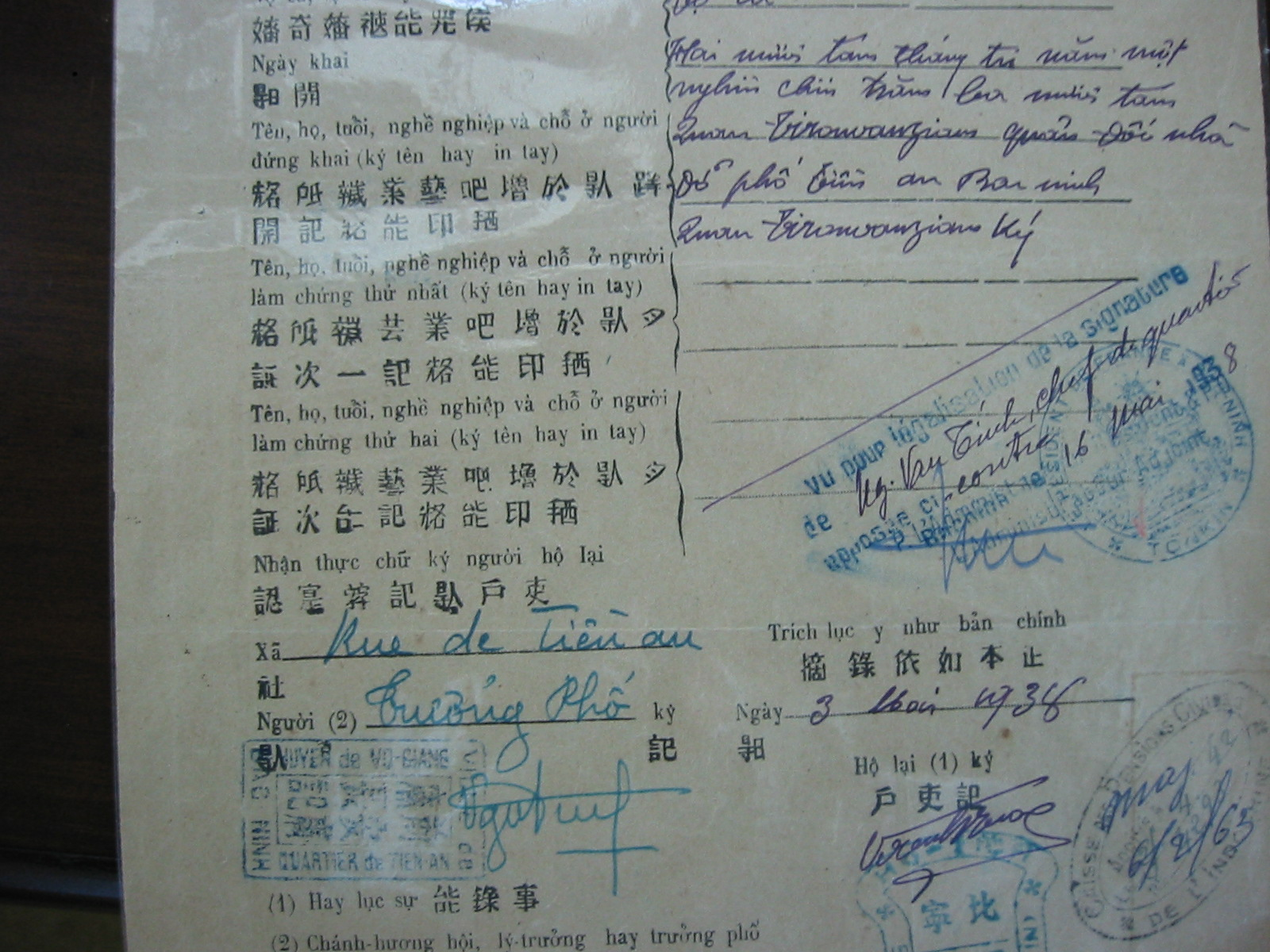
1938年に北圻で発行された行政文書。左にはチュ・クオック・グーと漢喃文が併記され、右にはフランス語の訳と印章がある。

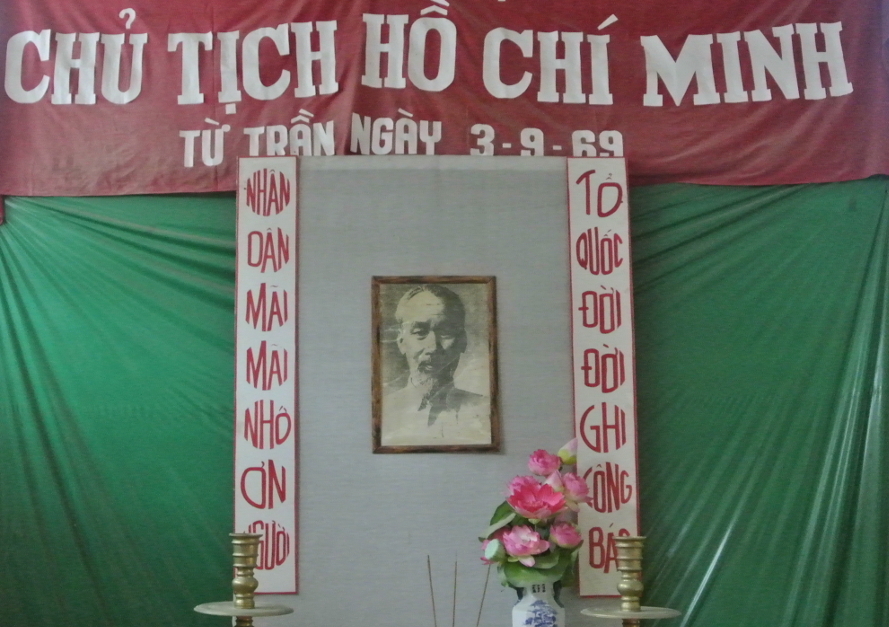
チュ・クオック・グーで綴られた縦書きの対聯。i:人民は永遠に人（ホー・チ・ミンを指す）の恩を覚える／：祖国は永久におじさん（ホー・チ・ミンを指す）に属する

ベトナムでは、公式な書き言葉として、20世紀に至るまで漢文が用いられてきた。また、漢字語彙以外のベトナム固有の語を表記するための文字であるチュノムも13世紀に発明されて以降徐々に発展し、知識人の間などで使用されてきたが、漢字をより複雑にしたものであり習得が難しく統一した規範も整備されなかった。18世紀の西山朝などの一時期を除き、公文書では採用されなかった。
1651年に、フランス人宣教師アレクサンドル・ドゥ・ロードが、現在のチュ・クォック・グーの原型となるベトナム語のローマ字表記を発明したが、主にヨーロッパ宣教師のベトナム語習得用、カトリック教会内での布教用に使用されるのが主であり、一般のベトナム人に普及することはなかった。
こうした状況に変化を生じさせたのが、19世紀後半以降のフランスによるベトナム阮朝の植民地化である。まず、初めにチュ・クオック・グーの普及が始まったのは南圻（ナムキ：ベトナム南部）からである。1862年のサイゴン条約によりフランスは柴棍（サイゴン：現在のホーチミン市）など南圻一帯を領有することとなったが、領有と同時に当該地域でのフランス語の公用語化、補助言語としてのチュ・クオック・グーによるベトナム語のローマ字表記化が図られた。1867年にはサイゴンにて、ベトナム初のチュ・クォック・グー紙である『嘉定報 (Gia Định báo)』が刊行されている。1887年に清仏戦争に勝利したフランスは仏領インドシナを成立させ、阮朝の帝都・順化（現在のフエ）が所在する安南（中圻：チュンキ）、古都・河内（ハノイ）が所在する東京（トンキン、または北圻：バッキ）を含めたベトナム全域を植民地化、保護国化した。当該地域でもフランス当局は、フランス語とチュ・クォック・グー教育の推進を図ったが、チュ・クォック・グー教育はあくまでも補助的なものであり、最終的なフランス語の公用語化を円滑に進めるため、ベトナム語のローマ字化を図ったに過ぎなかった。ベトナムの伝統・文化を軽視するフランスの教育政策には反発が強く、漢文の素養を重んずる伝統的な知識人に受け入れられるところではなく、またローマ字表記のチュ・クオック・グーは蛮夷の文字であるとの認識は一般大衆の間でも根強かったことから、20世紀初めの段階では国民文字としてベトナム人の間で認識されるまでには至らなかった。
1906年に、フランス当局はベトナム人植民地エリートの養成を目的として、フランス語、チュ・クオック・グー教育を柱とした「仏越学校」を設立した。しかしチュ・クオック・グーは初等教育の3年間のみ教授され、漢文は中等教育での選択科目にとどめられるなど、フランス語を中心とした教育体制であることに変化はなかった。科挙においても、漢文に加えて、チュ・クオック・グー、フランス語の課目が必修となった。
この時期、支配を受けるベトナム人知識人の間からもチュ・クオック・グーを蛮夷の文字として排斥するのではなく、むしろ受容することにより、ベトナム語の話し言葉と書き言葉を一致させて民族としてのアイデンティティーを獲得しようとする動きも出てきた。1905年にはハノイで初めての漢文、チュ・クオック・グー併記の新聞『大越新報 (Đại Việt tân báo)』が創刊された。さらに1907年には、ファン・ボイ・チャウ（潘佩珠）らと共に当時のベトナム独立運動の中心にいたファン・チュー・チン（潘周楨）により、ハノイに「東京義塾 (Đông Kinh Nghĩa Thục)」が創立され、同校では、漢文に加え、チュ・クオック・グー、フランス語が教授された。
フランス当局の後ろ盾により、総督府寄りの姿勢ではあったものの、チュ・クオック・グーを使用した文芸誌として、1913年にグエン・ヴァン・ヴィン（阮文永）主筆の『インドシナ雑誌（東洋雑誌／Đông Dương tạp chí）』、1917年にファム・クィン（范瓊）主筆の『南風雑誌 (Nam Phong tạp chí)』が創刊された。南風雑誌は、漢文とチュ・クオック・グーが併用されており、時期を経るごとにチュ・クオック・グーの使用比率が高まっていったことから、当時のベトナムの文字環境の推移に関する重要な研究材料となっている。
このように、チュ・クオック・グーが浸透した都市部では、新興のエリート層を中心にチュ・クオック・グーの識字率が高まり、伝統的な漢文・チュノム識字層を少しずつ圧倒していく形になった一方、地方では依然として漢学教育が権威をもっており、科挙の元受験生の私塾などに子を通わせる家庭も多かった。この時期には、識字率は低かったものの、チュ・クオック・グーと漢文・チュノムの両方（およびフランス語）を使いこなせるトップエリート層、漢文・チュノムしか読み書きできない伝統的な知識人層や、チュ・クオック・グーしか使いこなせない新興の知識人層が併存し、雑誌、書籍なども複数の文字により刊行されていた。
このような状況に終止符を打ったのが、1945年のベトナム民主共和国の独立であり、政府は、識字率の向上を意図して、チュ・クオック・グーをベトナム語の公式な表記文字とすることを定めた。現在のベトナムでは漢字、漢文の使用は廃され、ベトナム語はもっぱらチュ・クオック・グーのみにより表記されている。

## 問題点
チュ・クオック・グーは、起源からしてフランスの植民地権力に近い側の知識人に由来するため、その綴りにはフランス語中心的な視点にたち、必ずしもベトナム語に適していないものもある。ベトナム語で同じ音素であっても、フランス語で書き分けるものやフランス人が聞いて違う音と判断したものは書き分ける。例として音素 k は、フランス語の規範にのっとり c、k、qu を使い分ける。また、音素 g、ng も場合によって g、gh や ng、ngh と書き分けられる。
またチュ・クオック・グーは中国の拼音や注音字母と違い、正式な文字として採用されたため、それまで多くの著作を著すのに使用されてきたチュノム表記ベトナム語や漢文を破滅に追いやったという側面もある。これも、チュ・クオック・グーは植民地権力がベトナムの儒教や仏教、そしてベトナムの文明を、フランス文明、キリスト教、西ヨーロッパ文明へと置き換えるための道具として利用したことに起因する。